# Bep Rietveld
Elisabeth Eskes-Rietveld (Utrecht, 26 oktober 1913 - Amsterdam, 9 maart 1999), beter bekend als Bep Rietveld, was een Nederlands kunstschilder. Zij schilderde portretten, zelfportretten en stillevens.

## Biografie
Bep Rietveld was de oudste dochter van de ontwerper en architect Gerrit Rietveld en Vrouwgien Hadders. De ontwerper Wim Rietveld, de architect Jan Rietveld en de meubelontwerper Gerrit Rietveld jr.waren haar broers. De relatie met haar vader was ingewikkeld: zij bewonderde hem om zijn werk maar kon zijn relatie met Truus Schröder-Schräder en de gevolgen daarvan voor het gezin Rietveld moeilijk verdragen.
Zij trouwde jong met de pianist Guus Seijler en kreeg op haar negentiende haar eerste kind. Na haar echtscheiding vertrok ze in 1937 naar Nederlands-Indië, waar ze hertrouwde met haar jeugdvriend Dennis Coolwijk. Uit dit huwelijk werden drie kinderen geboren; een hiervan overleed jong. Tijdens de Japanse bezetting was ze met haar kinderen geïnterneerd. Na de oorlog ging het gezin terug naar Nederland. Zij scheidde van haar tweede man en trouwde enkele jaren later met Derk Eskes, met wie ze ook drie kinderen kreeg.

## Werk
Rietveld gaf al jong blijk van tekentalent. Haar vader moedigde haar niet erg aan om dat talent te ontwikkelen omdat hij van mening was dat de schilderkunst in de volledige abstractie van Mondriaan tot haar eindpunt was gekomen. Ze kreeg als meisje een tijd les van Charley Toorop, met wie ze wel wordt vergeleken.
Door haar vroege huwelijk en moederschap kon ze geen carrière opbouwen als professioneel kunstschilder. Wel bleef ze haar hele leven tekenen en schilderen als ze daar maar enigszins de tijd voor had. In Nederlands-Indië werd haar werk In 1941 opgenomen in de tentoonstelling ‘Het vrouwelijk palet’ in de Kunstkring van Batavia en positief gerecenseerd. In de jaren dat ze in geïnterneerd was maakte ze veel portretten van medegevangenen en hun kinderen. Bij de kinderportretten ging het ook om kinderen die in het kamp waren overleden, of jongens die werden overgeplaatst naar een mannenkamp als ze tien jaar waren geworden. Na terugkeer in Nederland kreeg ze pas weer tijd voor het schilderen toen haar kinderen volwassen waren. Zij maakte nog steeds portretten, maar ook stillevens. In haar latere werk komt vaak het door haar vader ontworpen meubilair terug, vooral de Rood-blauwe (Rietveld) stoel.
Zij exposeerde met enige regelmaat. In 1988 was er in het Katwijks Museum een overzichtstentoonstelling van haar werk, getiteld Op de grens van twee werelden. In 1991 werd haar werk samen met dat van haar broers Wim, Jan en Gerrit jr geëxposeerd in de tentoonstelling Vier keer Rietveld in De Zonnehof in Amersfoort.
Na haar dood wisten haar kinderen 370 werken te identificeren, maar haar oeuvre is veel groter. Begin 21e eeuw groeide de belangstelling voor het werk van Bep Rietveld. De toneelmaakster Audrey Bolder maakte een voorstelling over haar leven met de titel De dochter van Rietveld. De kinderportretten uit de Jappenkampen werden in 2020 geëxposeerd in Museum Flehite in Amersfoort.

## Wetenswaardigheden
- De fotografe Eva Besnyö maakte een foto van de jonge Bep Rietveld met haar oudste zoon. Deze foto is nu in de collectie van het Rijksmuseum.[8]
- Een portret dat Rietveld maakte van Truus Schröder is te zien in het Rietveld Schröderhuis.[9]

## Externe bronnen
- Website over leven en werk van Bep Rietveld

- Biografisch Portaal: 65901504
- Gemeinsame Normdatei: 1232653845
- Library of Congress Control Number: n2021061560
- Nederlandse Thesaurus van Auteursnamen: 074284134
- RKD-Nederlands Instituut voor Kunstgeschiedenis: 108563
- Système universitaire de documentation: 254863167
- Union List of Artist Names: 500533357
- Virtual International Authority File: 281117299